# Apocalyptic Love (canción)
«Apocalyptic Love» es la primera canción del álbum homónimo, segundo disco solista del exguitarrista de Guns N' Roses y Velvet Revolver, entre otros, Slash. En este disco, a diferencia del primero (como solista) está acompañado por Myles Kennedy en la voz y la guitarra rítmica, Todd Kerns en el bajo y coros y Brent Fitz en la batería.

## Composición
Esta fue la primera canción que se presentó para ver si se aprobaba y quedaba dentro del disco por allí a finales del año 2010 o a principios del año 2011.

## Créditos
Slash con Myles Kennedy and the Conspirators
- Slash – solista y guitarra rítmicas, talkbox
- Myles Kennedy – voz, guitarra rítmica
- Todd Kerns – bajo, coros
- Brent Fitz – batería

Otros aportes
- Eric Valentine – Productor discográfico, técnico, mezclas